# Holothuria spinifera
Holothuria spinifera is een zeekomkommer uit de familie Holothuriidae.
De wetenschappelijke naam van de soort werd in 1886 gepubliceerd door Johan Hjalmar Théel.